# Эвфуизм
Эвфуизм (др.-греч. ευϕυης — «изящный, утончённый, остроумный») — направление барочной литературы в Англии елизаветинского времени. Характеризуется изысканно-витиеватым слогом и состоит из большого количества риторических фигур и образных выражений. Его организующим принципом был синтаксический, лексический и фонетический параллелизм. Эвфуизм способствовал обогащению языка английской литературы, её сближению с другими европейскими литературами. В качестве параллели эвфуизму можно назвать карамзинизм в русской литературе 1790—1810-х гг. Аналогичные течения во Франции — прециозная литература, в Испании — культизм, в Италии — маринизм.
Наиболее яркими выразителями эвфуизма в Великобритании были Джон Лили, роман которого «Эвфуэс» (1579—1580) дал наименование всему направлению (хотя сам Лили не употреблял этот термин), и Томас Лодж (1558—1625) — романы «Розалинда» (1582), «Очаровательная история Форбония и Просперции» (1584). Само слово эвфуэс не было изобретением Лили, а было им заимствовано из педагогического трактата Роджера Ашэма («The Schoolmaster», Л.[уточнить], 1571), где этим термином называется человек остроумный и стремящийся обогатить свой ум познаниями. 
Влияние эвфуизма заметно у раннего Шекспира. Многие места в драмах Шекспира будут не вполне понятны, если мы их не сопоставим с соответствующими местами из «Эвфуэса» Лили (примеры приведены в «Очерке истории английской драмы до смерти Шекспира» Н. И. Стороженко.
В широком смысле — высокопарный стиль, перенасыщенный тропами, метафорами, парафразами.